# Coriomeris
Genre
Coriomeris est un genre d'insectes hémiptères du sous-ordre des hétéroptères (punaises), de la famille des Coreidae, de la sous-famille des Pseudophloeinae, et de la tribu des Pseudophloeini.

## Systématique
Le genre a été décrit par le naturaliste anglais John Obadiah Westwood en 1842.
- L'espèce type pour le genre est Coriomeris denticulatus  (Scopoli, 1763)

### Synonymie
- Merocoris Hahn, 1834[2]
- Dasycoris Dallas, 1852[3]

### Taxinomie
Liste des espèces
- Coriomeris affinis (Herrich-Schäffer, 1839)
- Coriomeris alpinus (Horváth, 1895)
- Coriomeris brevicornis Lindberg, 1923
- Coriomeris denticulatus (Scopoli, 1763)
- Coriomeris hirticornis (Fabricius, 1794)
- Coriomeris humilis (Uhler, 1872)
- Coriomeris insularis Dolling & Yonke, 1976
- Coriomeris occidentalis Dolling & Yonke, 1976
- Coriomeris pallidus Reuter, 1900
- Coriomeris scabricornis (Panzer, 1809)
- Coriomeris subglaber Horváth, 1917
- Coriomeris vitticollis Reuter, 1900
- Coriomeris scabricornis lapponicus Tshernova, 1978
- Coriomeris scabricornis scabricornis (Panzer, 1809)